# Майгур, Парфений Матвеевич
Майгур Парфений Матвеевич (6 [18] февраля 1889, Николаев — не ранее 1945) — советский военный деятель.

## Биография
Родился в городе Николаеве. Учился в Александровском реальном училище. Военную службу начал в 1907 году вольноопределяющимся. В 1909 году окончил Алексеевское военное училище и назначен в 163-й пехотный Ленкоранско-Нашебургский полк. В 1911 году переведен в 106-й пехотный Уфимский полк. В октябре 1912 году произведен в поручики. В годы Первой мировой войны командовал ротой в Восточной Пруссии, был тяжело контужен. С февраля 1916 г. временно исполнял должность старшего адъютанта штаба 31-го армейского корпуса, а в июле того же года произведен в штабс-капитаны. При Временном правительстве с июля по октябрь 1917 г. являлся председателем корпусного комитета. В марте 1918 г. окончил ускоренный курс Академии Генерального штаба. Добровольно вступил в Красную Армию. В июне 1918 г. приказом Всероглавштаба причислен к Генеральному штабу и назначен начальником оперативного отдела штаба 3-й армии. С июля 1918 г. в течение 2 месяцев исполнял должность начальника штаба Восточного фронта, затем состоял для особых поручений при главкоме И. И. Вацетисе. 9 октября 1918 г. по настоянию Вацетиса был назначен начальником Штаба РВСР.
С января 1919 г. начальник штаба армии Советской Латвии, сформированной сразу после занятия советскими войсками Риги. Участвовал в планировании наступательных и оборонительных операций против белогвардейцев, германских войск и армии Латвийской республики. В июне 1919 г. зачислен в войска охраны железных дорог. Позднее занимал должности в штабе Войск внутренней службы Республики. В августе 1921 г. переведен начальником 2-го отдела Управления по подготовке и службе войск Штаба РККА. В октябре 1922 года уволен со службы. В дальнейшем находился на хозяйственной работе.

## Награды
Награждён российскими орденами: Св. Станислава 3-й ст. с мечами и бантом, Св. Анны 4-й ст.
Медаль «За трудовую доблесть»